# Kevin Joseph Aje
Kevin Joseph Aje (ur. 25 kwietnia 1934 w Amper, zm. 27 maja 2019) – nigeryjski duchowny rzymskokatolicki, w latach 1984-2011 biskup Sokoto.

## Życiorys
Święcenia kapłańskie przyjął 12 czerwca 1966. 15 października 1982 został prekonizowany biskupem koadiutorem Sokoto. Sakrę biskupią otrzymał 6 stycznia 1983. 3 grudnia 1984 objął urząd biskupa diecezjalnego. 10 czerwca 2011 przeszedł na emeryturę.